# الضفة اليسرى (باريس)

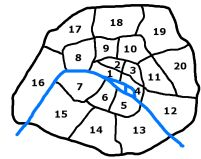
تشمل الضفة اليسرى لباريس الدوائر الواقعة جنوب نهر السين.

يشير مصطلح الضفة اليسرى في باريس إلى الجزء من المدينة الواقع على الضفة الجنوبية لنهر السين مقابل الضفة اليمنى بالإشارة إلى الاتجاه نحو البحر. لا تنتمي الجزر الجزر الواقعة على النهر، بطبيعتها، إلى أي من ضفتي النهر. تقع على الضفة اليسرى: الدوائر 5، 6، 7، 13، 14، وتقريبًا كل الدائرة 15.

## التاريخ
قام الرومان بتطوير لوتيتيا بشكل تفضيلي على الضفة اليسرى في القرن الأول وأقاموا المنتدى الخاص بهم هناك بالإضافة إلى الساحات والحمامات.
دمرت مدينة باريس اقتصاديًا بسبب غارات الفايكنج خلال العصور الوسطى في عدة مناسبات مما أجبر السكان على التراجع إلى إيل دو لا سيتي. 

## حضارة

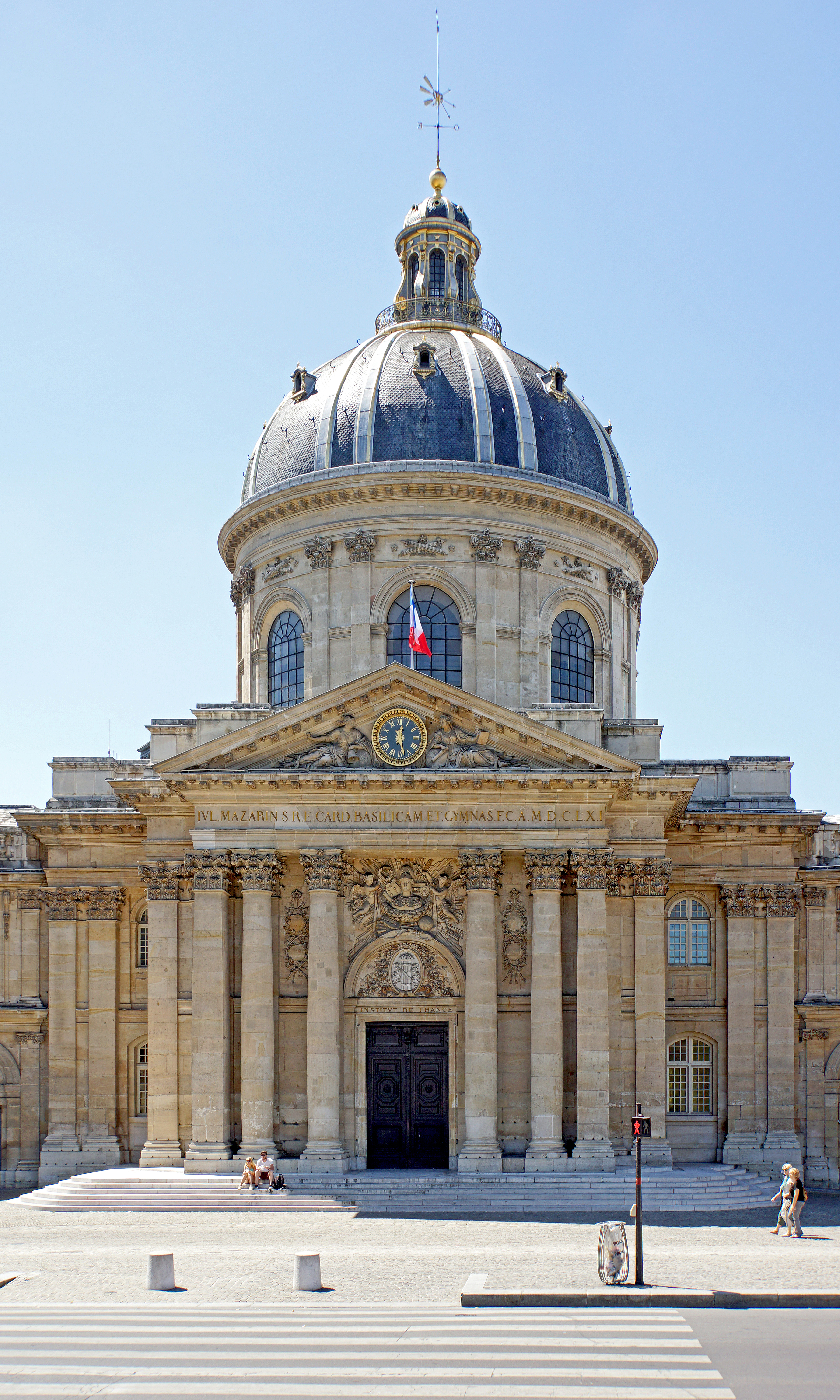
معهد فرنسا : أحد رموز الضفة اليسرى.

الضفة اليسرى تاريخياً بنك باريس حيث كان:
- المثقفون (منطقة سان جيرمان دي بري مع مقهى دي فلور أو ليبLipp <i id="mwaA">أو Café des Deux Magots</i> )؛
- الفنانين (بشكل رئيسي في منطقة مونبارناس)؛
- الموسيقيون وعشاق موسيقى الجاز
- المعلمين والطلاب (في الحي اللاتيني، حيث أقامت العديد من المؤسسات التعليمية حول جامعة السوربون).

## آثار
- مكتبة فرنسا الوطنية
- مدينة الموضة والتصميم
- حديقة النباتات
- فندق ديل إيل مونا
- معهد فرنسا
- متحف أورسي (جددت محطة أورساي السابقة لتصبح متحفًا)
- قصر بوربون
- ليزانفاليد
- متحف كواي برانلي
- برج إيفل
- قصر لوكسمبورغ
- Cité internationale universitaire de Paris
- مصلى السوربون
- سراديب الموتى
- المدرسة الوطنية للفنون الجميلة
- الغوبلان

## بنية تحتية
- محطة باريس أوسترليتز
- محطة باريس مونبارناس

## رياضات
- ستاد شارليتي، مقر نادي باريس لكرة القدم
- ملعب إليزابيث

## مقالات ذات صلة
- البنك الأيمن (باريس)
- قائمة أسماء الشوارع القديمة في باريس
- قائمة شوارع العصور الوسطى في منطقة شاردونيت
- ضفاف نهر السين في باريس
- شور (هيدروغرافيا)